# Jean-Baptiste Tavernier

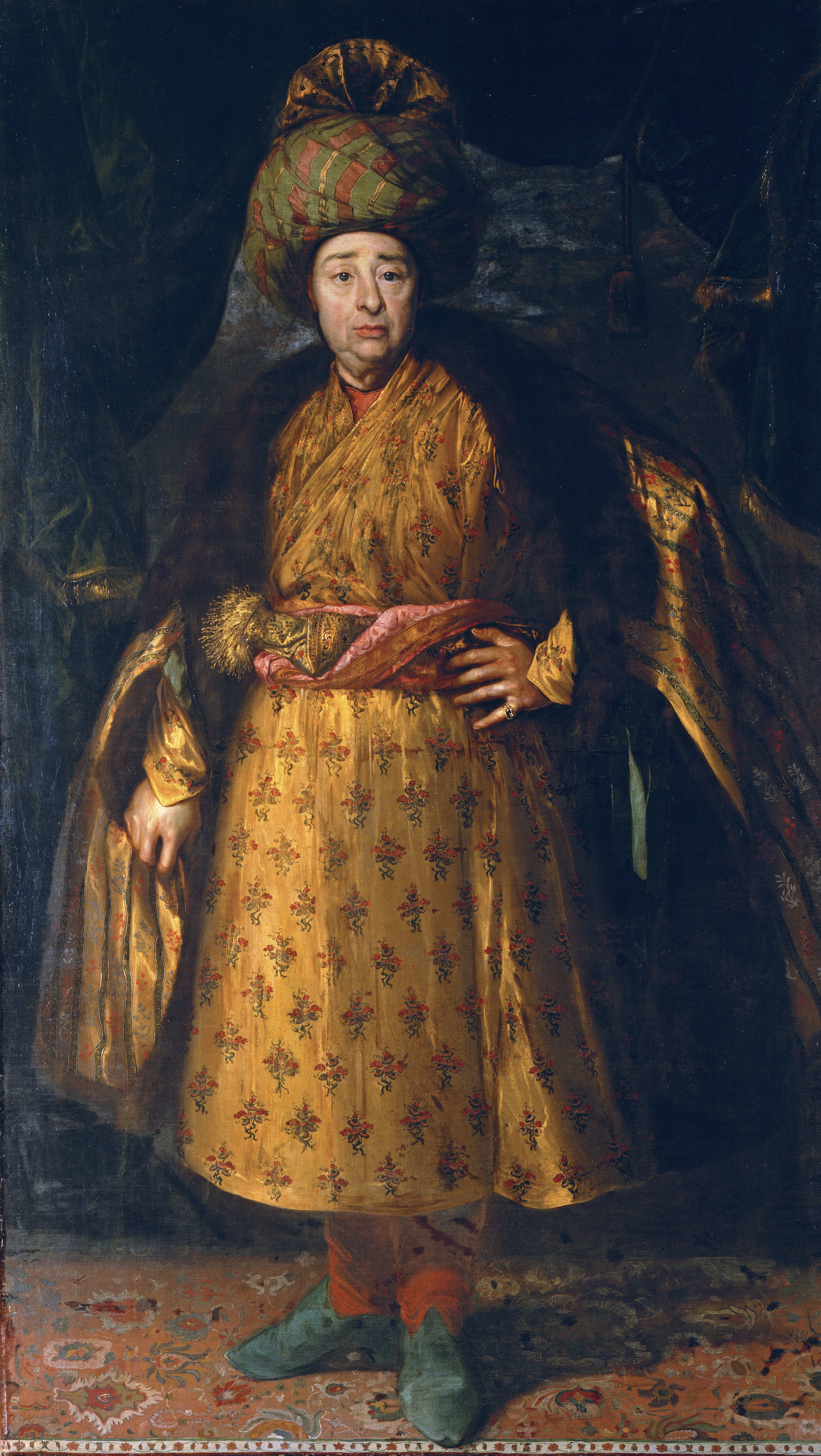
Portret van Jean-Baptiste Tavernier, door Nicolas de Largillière (ca. 1700)

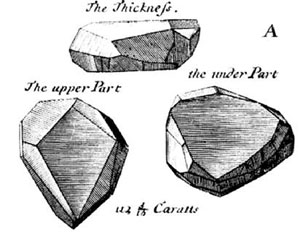
Tavernier's schets van de "Tavernier Blue", de huidige Hope diamant

Jean-Baptiste Tavernier (1605 in Parijs – juli 1689 in Moskou), Baron de Aubonne (1670-1685) was een Frans ontdekkingsreiziger en juwelier. Hij is bekend gebleven omdat hij publiceerde over zijn zes lange reizen in Azië en vanuit India bijzondere edelstenen naar Europa bracht. Zijn vader Gabriel was een handelaar in landkaarten uit Antwerpen, die als protestant uit Antwerpen naar Frankrijk vluchtte, en van wie hij de smaak om te reizen te pakken kreeg.

## Publicaties
- The Six Voyages of John Baptista Tavernier: Baron of Aubonne, by Jean-Baptiste Tavernier, tr. John Phillips. William Godbid, for Robert Littlebury at the King's Arms in Little Britain, and Moses Pitt at the Angel in St Paul's Church-yard., 1677
- Tavernier, Jean Baptiste, Ball, Valentine (tr. from the Org French Ed. 1676) (1899). Travels in India (Vol. 1). Macmillan & Co., London.
- Tavernier, Jean Baptiste, Ball, Valentine (tr. from the Org French Ed. 1676) (1899). Travels in India (Vol. 2). Macmillan & Co., London.
- Tavernier, Jean-Baptiste, Travels in India translated V. Ball, second ed. edited William Crooke, in 2 vols. (bound in 1). Low Price Publications, Delhi 110052. 2000. ISBN 81 7536 206 5.